# Nobody Knows (canción de Shawn Mendes)
«Nobody Knows» es una canción del cantautor canadiense Shawn Mendes, perteneciente a su próximo quinto álbum de estudio, Shawn (2024). Fue escrita y producida por él junto a Eddie Benjamin y Mike Sabath, mientras que Scott Harris también participó en la composición. Debutaron la canción en los MTV Video Music Awards 2024. Island Records lanzó la canción el 12 de septiembre de 2024 como el tercer sencillo del álbum. El videoclip, dirigido por Connor Brashier, se estrenó el mismo día.

## Antecedentes y lanzamiento
Después de tomarse un descanso de dos años de la música, Shawn Mendes anunció su quinto álbum de estudio, Shawn, el 31 de julio de 2024, junto con la portada y la fecha de lanzamiento. En un comunicado, escribió: «La música realmente puede ser medicina. Hace dos años sentía que no tenía ni idea de quién era. Hace un año no podía entrar en un estudio sin caer en un pánico total. Así que estar aquí ahora con 12 hermosas canciones terminadas se siente como un verdadero regalo». Ese mismo día se reveló la lista de canciones del álbum, con «Nobody Knows» como la cuarta pista. Dos sencillos fueron lanzados el 8 de agosto: el principal «Why Why Why» y «Isn't That Enough». «Nobody Knows» fue lanzada por Island Records el 12 de septiembre, y el videoclip se estrenó al día siguiente a las 12 p.m. en la Zona Horaria del Este.

## Composición
«Nobody Knows» es una canción de folk rock con influencias de country y soul. Según Mendes, fue escrita y grabada en una «noche difícil», en una sola toma. Explicó: «Estaba lidiando con algunas emociones, estábamos tomando whisky y estábamos en el estudio [...] Lo hicimos una vez, lo hicimos juntos y lo hicimos en vivo. Y fue simplemente un hermoso momento capturado en el tiempo».

## Actuaciones en vivo
Mendes emprendió una gira de conciertos íntimos por Estados Unidos para promocionar Shawn, en la cual interpretó las canciones del álbum «de principio a fin», incluyendo «Nobody Knows». El 27 de agosto de 2024, se confirmó que el cantante sería parte de los artistas que actuarían en la edición de los MTV Video Music Awards 2024. Un día antes de la presentación, Mendes reveló que interpretaría la aún no lanzada «Nobody Knows» y compartió un adelanto de la canción. Mendes interpretó la canción el 11 de septiembre, junto a sus coautores y coproductores Eddie Benjamin y Mike Sabath. A diferencia de otras presentaciones de la ceremonia, esta fue más simple, con Mendes y sus «amigos más cercanos» tocando guitarra y batería. Actuaron rodeados de niebla y entre una colección de velas, culminando en un clímax eléctrico.

## Posicionamiento en listas
| Listas (2024)              | Mejor posición |
| -------------------------- | -------------- |
| Nueva Zelanda (RMNZ)       | 22             |
| Corea del Sur BGM (Circle) | 136            |